# Bulo Bulo
Bulo Bulo – miasto w Boliwii, w departamencie Cochabamba, w prowincji Carrasco.